# The Piper at the Gates of Dawn
The Piper at the Gates of Dawn ist das Debütalbum der britischen Band Pink Floyd. Die LP wurde am 4. August 1967 veröffentlicht und erreichte Platz 6 der britischen Charts.

## Allgemeines
Die Aufnahmen zu dem Album fanden von Februar bis Juni 1967 in den Londoner Abbey Road Studios statt. Es ist das einzige Album, das komplett unter der musikalischen Regie des früheren Bandmitglieds und eigentlichen Gründers von Pink Floyd Syd Barrett entstanden ist. Gitarrist David Gilmour stieß erst 1968 zur Band.
Die Texte des Albums reichen von kindlich-naiven Erzählungen von Vogelscheuchen, Zwergen oder einem Fahrrad bis hin zu futuristischen Visionen des Weltalls. Das wird begleitet von oftmals sphärischer Musik, die die Grundlage für das psychedelische Image der frühen Pink Floyd wurde.
Die Lieder entstanden teilweise in Zusammenarbeit mit dem Architekten und Künstler Mike Leonard. Er bat Pink Floyd, seine Kunstausstellungen, in denen er mit Leuchtobjekten und Lichtprojektionen experimentierte, live mit improvisierter Musik zu unterlegen. Entsprechend wurden auch bei späteren Auftritten von Pink Floyd die Lieder oft verlängert, um Raum für ausgedehnte Improvisationen zu schaffen.
Der Titel des Albums bezieht sich auf den 1908 von Kenneth Grahame veröffentlichten englischen Kinderbuchklassiker Der Wind in den Weiden, dessen siebtes Kapitel die Überschrift „The Piper at the Gates of Dawn“ („Der Pfeifer an den Toren der Morgendämmerung“) trägt. In ihm sind die Wasserratte und der Maulwurf auf der Suche nach einem verirrten Tier und machen dabei eine religiöse Erfahrung:

“This is the place of my song-dream, the place the music played to me, whispered the Rat, as if in a trance. Here, in this holy place, here if anywhere, surely we shall find Him!”

„Hier hatte ich meinen Lied-Traum, das ist der Ort, an dem ich die Musik hörte, flüsterte die Ratte wie in Trance. Hier, an diesem heiligen Ort, wenn überhaupt irgendwo, hier werden wir IHN sicherlich finden!“

## Rezeption
Steve Huey verlieh dem Album in Allmusic die Höchstbewertung von fünf 
Sternen und schrieb, auch wenn Barretts Texte und Melodien größtenteils verspielt und humorvoll sind, spiegele die Musik der Band diese Gefühle nicht immer wider – zusätzlich zu Rick Wrights unheimlicher Orgelarbeit kämen Dissonanzen, Chromatik, seltsame Geräusche und Stimmeffekte zum Einsatz. Dies erwecke den Eindruck von Chaos und Verwirrung, die unter der hellen Oberfläche lauern. „The Piper at the Gates of Dawn“ fange erfolgreich beide Seiten des psychedelischen Experimentierens ein – die Freuden der Erweiterung des eigenen Geistes und der eigenen Wahrnehmung und die zugrunde liegende Bedrohung durch psychische Störungen und sogar Wahnsinn; diese Dualität mache das Album angesichts von Barretts anschließendem Zusammenbruch umso überzeugender, sodass man es zu den besten psychedelischen Alben aller Zeiten zählen kann.
Im Jahre 2003 wurde das Album vom Rolling-Stone-Magazin bei der Wahl der 500 besten Alben aller Zeiten auf Platz 347 gewählt, und im Juli 2010 listete die britische Musikzeitschrift Classic Rock das Album als eines der 50 Musikalben, die den Progressive Rock prägten.

## Titel
1. Astronomy Domine (Barrett) – 4:12 min
2. Lucifer Sam (Barrett) – 3:07 min
3. Matilda Mother (Barrett) – 3:08 min
4. Flaming (Barrett) – 2:46 min
5. Pow R. Toc H. (Barrett/Waters/Wright/Mason) – 4:26 min
6. Take Up Thy Stethoscope and Walk (Waters) – 3:05 min
7. Interstellar Overdrive (Barrett/Waters/Wright/Mason) – 9:41 min
8. The Gnome (Barrett) – 2:13 min
9. Chapter 24 (Barrett) – 3:42 min
10. The Scarecrow (Barrett) – 2:11 min
11. Bike (Barrett) – 3:21 min

Gesamtspielzeit: 41:52 min
Die ursprüngliche US-Version (Tower T-5093 und ST-5093) erschien ohne Astronomy Domine, Flaming und Bike, allerdings war dort die UK-Single See Emily Play enthalten. Flaming (mit The Gnome als B-Seite) wurde im November 1967 in den USA als Single veröffentlicht.
2007 erschien eine 40th Anniversary Edition. In der Standardausgabe enthält CD 1 die Mono- und CD 2 die Stereo-Version des Albums. In der limitierten Ausgabe ist eine dritte CD mit allen nicht auf der Original-LP enthaltenen Single-Tracks aus dem Jahre 1967 (die A- und B-Seiten der Singles Arnold Layne, See Emily Play und Apples and Oranges) und drei anderen, bis dahin unveröffentlichten Versionen bekannter Lieder enthalten.

## Kommerzieller Erfolg

### Chartplatzierungen
The Piper at the Gates of Dawn erreichte die Charts in Deutschland und der Schweiz erstmals nach Wiederveröffentlichung 2007, wobei die Höchstplatzierung in Deutschland erst 2022 erzielt wurde.
| ChartsChartplatzierungen       | Höchstplatzierung | Wochen |
| ------------------------------ | ----------------- | ------ |
| Deutschland (GfK)              | 42 (4 Wo.)        | 4      |
| Schweiz (IFPI)                 | 87 (1 Wo.)        | 1      |
| Vereinigte Staaten (Billboard) | 131 (11 Wo.)      | 11     |
| Vereinigtes Königreich (OCC)   | 6 (18 Wo.)        | 18     |

### Auszeichnungen für Musikverkäufe
| Land/Region                  | Auszeichnungen für Musikverkäufe (Land/Region, Auszeichnung, Verkäufe) | Verkäufe |
| ---------------------------- | ---------------------------------------------------------------------- | -------- |
| Italien (FIMI)               | Gold                                                                   | 25.000   |
| Vereinigtes Königreich (BPI) | Gold                                                                   | 100.000  |
| Insgesamt                    | 2× Gold ·                                                              | 125.000  |

Hauptartikel: Pink Floyd/Auszeichnungen für Musikverkäufe